# Maserati Milano 4CLT/50
O  4CLT/50 é o modelo que a Scuderia Milano utilizou nas temporadas de 1950 e 1951 da Fórmula 1.Teve como pilotos Clemente Biondetti,Felice Bonetto,Franco Comotti e Onofre Marimón.
1. ↑  https://www.statsf1.com/pt/maserati-milano-4clt-50.aspx